# Bolsa Mexicana de Valores
A Bolsa Mexicana de Valores, S.A.B. de C.V., ou BMV é a principal bolsa de valores do México e já foi a mais importante da América Latina de 2015 à meados de 2016 quando a bolsa brasileira se recuperou um pouco. Suas instalações se encontram no Paseo de la Reforma, no centro da Cidade do México. 
Em dados de fevereiro de 2016, havia movimentado 402.99 bilhões de dólares.

## Relacionados
- S&P 40 América Latina